# Pseudonodella
Pseudonodella is een geslacht van uitgestorven kreeftachtigen uit de klasse van de Ostracoda (mosselkreeftjes).

## Soorten
- Pseudonodella lata Zaspelova, 1952 †
- Pseudonodella nodosa Zaspelova, 1952 †
- Pseudonodella plana Glebovskaja & Zaspelova, 1952 †